# Bwile jezik
Bwile jezik (ISO 639-3: bwc), nigersko-kongoanski jezik kojim govori oko 24 800 ljudi u Zambiji i Demokratskoj Republici Kongo. U Zambiji se govori u provinciji Luapula, 12 400 (1969 popis), a u Demokratskoj Republico Kongo u provinciji Haut Katanga, na sjevernom području kod jezera Mweru.
Bwile se klasificira u centralne bantu jezike zone L, i jedini je predstavnik podskupine Bwile (L.10).

## Vanjske poveznice
- Ethnologue (14th)
- Ethnologue (15th)